# 羅弼時
拿督斯里巴杜卡羅弼時爵士，KBE，SPMB，QC[?]（1923年1月19日—2013年5月20日），英國殖民地官員和法官，1979年至1988年任香港首席按察司，1966年至1978年歷任律政司和輔政司（後改稱布政司），期間兼任行政立法兩局當然官守議員。
羅弼時於1953年加入理藩院，歷任尼亞薩蘭檢察官（Crown Counsel）、直布羅陀律政司和香港律政專員（法律政策）。在香港律政司任內，他協助政府制定多項涉及保障勞工權益、打擊貪污等各方面的法例；隨後在輔政司和布政司任內，他協助時任總督麥理浩爵士推動多項新政，其中包括參與籌組總督特派廉政專員公署、以及處理金禧事件的善後工作等。
羅弼時是香港歷史上唯一一位分別擔任過香港律政司、輔政司（和布政司）、及首席按察司的人士，也是最後一位擔任首席按察司的外籍人士。他在首席按察司任內大幅擴充法院數目和法官編制，並關注香港前途問題，除了構思香港終審法院的設立，並且成為中華人民共和國立國後首位訪華的首席按察司。然而，他在任後期爆出多宗司法醜聞，為他的司法生涯蒙上污點。
1988年卸任香港首席按察司後，羅弼時仍擔任百慕達上訴庭庭長、汶萊首席按察司和汶萊上訴庭庭長等職務，並於1997年起任職香港終審法院非常任香港法官，到2003年正式從司法界退休。羅弼時有不少以司法和殖民地為題材的著作，也熱衷木球運動，嘗任瑪麗勒本木球會主席。

## 生平

### 早年生涯
羅弼時1923年1月19日生於英國倫敦，父親威廉·大衞·羅伯斯（William David Roberts）任職執業大律師，母親名桃樂絲·伊莉莎伯·羅伯斯（Dorothy Elizabeth Roberts）。他早年入讀赫福郡的奧登漢姆學校，1942年升讀牛津大學瓦德漢學院，但未幾因第二次世界大戰中斷學業，並在1943年至1946年間服役於皇家砲兵，期間先後於法國、比利時、荷蘭和德國等地服役。他在1945年以上尉身份被派往印度準備參與戰事，但同年8月大戰即宣告結束。
大戰結束後，羅弼時於1946年離開軍隊，返回牛津大學恢復學業。他本來有志成為牧師或醫生，並在印度服役時以函授方式攻讀醫科，但由於對數理缺乏興趣，他返回牛津後決定選讀法律，1948年從該校取得文學碩士（M.A.）學位，翌年又取得文法學學士（B.C.L.）學位正式畢業。1984年，瓦德漢學院進一步向他授予榮譽院士銜。
羅弼時從大學畢業後，於林肯律師學院考獲執業大律師資格，1950年起在倫敦私人執業，但未幾於1953年投身殖民地部，前往尼亞薩蘭（馬拉威前身）擔任檢察官（Crown Counsel），任內除了曾經參與調查當地的暴動事件，又於1956年獲借調回倫敦殖民地本部，為期三個月。1960年，他獲擢升調任直布羅陀律政司兼當地的行政立法兩局當然官守議員，同年取得直布羅陀御用大律師銜，並獲英女皇頒授OBE勳銜。不過，羅弼時在任僅兩年就被調離直布羅陀。他後來在回憶錄中打趣地解釋，在一次軍隊巡遊慶典期間，他當眾責備總督副官安排不周，可能因此開罪軍方和總督，成為被撤換的伏筆。

### 香港經歷

#### 律政司生涯

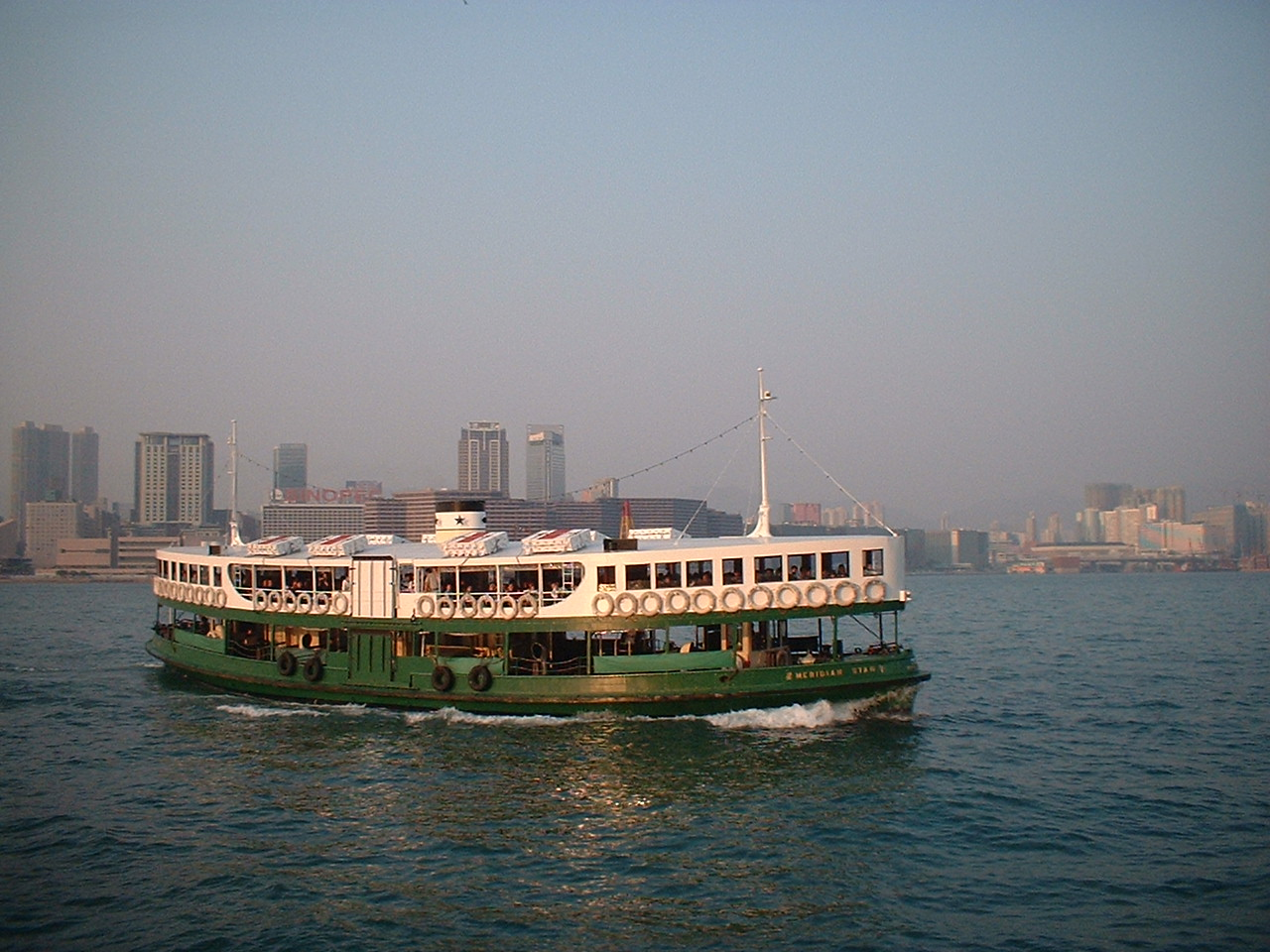
1966年4月天星小輪加價事件引發騷動後，羅弼時爵士協助九龍騷動調查委員會的調查工作

羅弼時在1962年由直布羅陀調任香港出任律政專員，任內曾於1963年5月至1964年1月署任律政司一職，以及分別於1963年和1964年獲得官守太平紳士和香港御用大律師銜。1966年4月，香港因天星小輪加價事件和中國大陸局勢不穩影響，引發九龍地區出現騷動，香港政府事後設立九龍騷動調查委員會，由首席按察司何瑾爵士擔任主席，並由香港童軍總會總監羅徵勤、香港大學前校長賴廉士爵士和律師黃秉乾三人擔任委員，負責調查事件成因。羅弼時則以專家身份向委員會提供背景資料，協助委員會運作，促成委員會於1966年12月發表《九龍騷動調查委員會報告書》。
1966年9月，羅弼時進一步獲總督戴麟趾爵士委任為律政司，同時兼任行政立法兩局當然官守議員。當時中國大陸的文化大革命愈演愈烈，連帶香港局勢日益不穩，到1967年5月更因為一宗勞資糾紛爆發由左派發動的六七暴動，事件擾攘至同年12月才大致平息。暴動期間，左派滋事份子多次發動上街抗爭和罷工，並在全港各處放置土製炸彈，危及尋常市民的安全，迫使港府多次實施宵禁和派出防暴警察對峙，其後還大舉搜捕左派滋事份子，部份行動更得到駐港英軍配合。被捕人士當中較有名的包括女影星石慧及其導演丈夫傅奇、以及胡棣周、潘懷偉和翟暖暉等左派報業人物。
暴動期間，羅弼時正好在1967年4月至9月返英休假五個月，律政司一職由律政專員（法律政策）史禮夫（Graham Sneath）署任，因此羅弼時未有直接參與暴動期間的刑事檢控工作。雖然如此，截至1967年12月31日，仍有多達1,936名滋事者被法庭定罪，其中465人、40人和33人分別因為非法集會、管有炸彈和其他爆炸相關罪行而被判監。此外，律政司署在暴動高峰期還協助港府根據《緊急情況規例條例》頒佈多條緊急規例，當中包括在5月24日禁止非法廣播和在6月1日頒令禁止張貼煽動性傳單。7月28日，輔政司還根據條例獲得授權在無需審訊的情況下，拘留任何人不多於一年，不少被捕人士更因此被拘禁於警隊政治部轄下的摩星嶺白屋。有關授權一度遭到法律界質疑違反人權，甚至是形同「極權」；後來羅弼時雖然於1968年1月承認條例賦予的權力的確「極端和危險」，但重申港府「極少運用」。
羅弼時在律政司任內還協助推動多項重要的立法和條例草擬工作，當中包括不少涉及改善勞工待遇的立法，而其他較重要的立法工作還包括在1972年制定《勞教中心條例》，透過設立勞教中心，安排一些干犯輕微罪行的年青男性犯人在中心內接受短期的勞動工作和過著紀律嚴格的生活，從而提醒他們不可再次犯事，以取代傳統的監禁刑罰。同年，他又制定《意外死亡修訂條例》，禁止法庭對意外身亡的已婚男子裁定賠償額時，考慮死者遺孀再婚的可能性而調整賠償額。他在1972年制定的《勞資審裁處條例》，促成港府在1973年正式設立勞資審裁處，專門負責調解勞資糾紛。

#### 布政司生涯
羅弼時在1970年獲英廷頒授CBE勳銜，以表揚他在律政司任內的貢獻。未幾，他獲港督麥理浩爵士委任於1973年9月30日接替羅樂民爵士為輔政司，是香港歷史上少有出任輔政司的律政司。輔政司一職隨後於1976年易名布政司，繼續由羅弼時出任。事實上，英政府在1973年3月公佈羅弼時的任命時，同時還宣佈任命按察司貝理士（後為爵士）在同年5月出任首席按察司。據了解，首席按察司一職原本有機會由羅弼時出任，但在麥理浩要求下，羅弼時接受了輔政司的任命，並獲承諾將來會獲薦出任首席按察司。

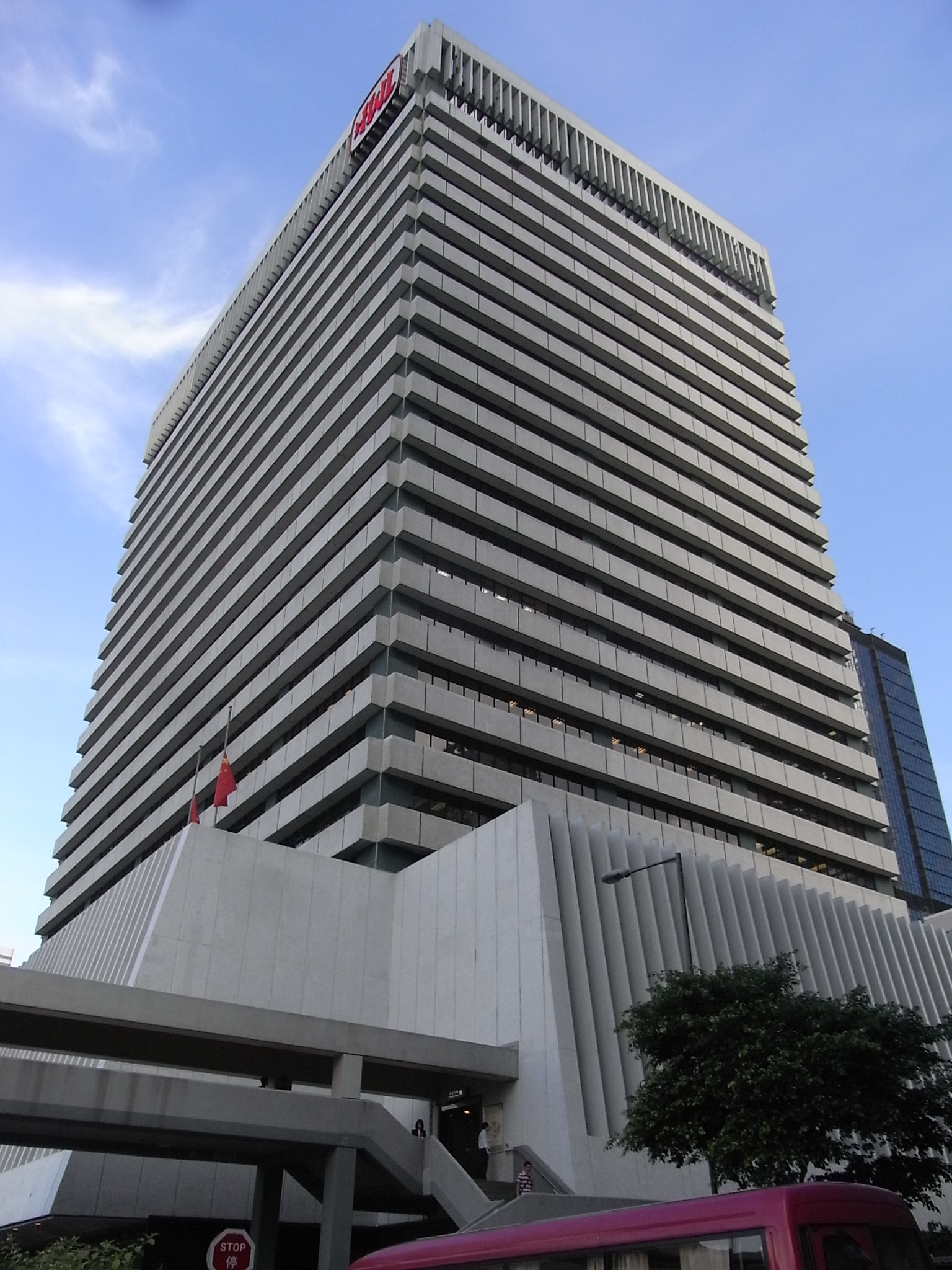
羅弼時爵士參與籌組總督特派廉政專員公署，公署最初設於中環和記大廈

在輔政司和布政司任內，羅弼時協助麥理浩施政，還多次署任港督。當中，他特別協助麥理浩厲行廉政，而早於律政司任內，他已多番提倡嚴懲貪污和受賄罪行，並在1971年協助制定《防止賄賂條例》，加重貪污罰則、擴大懲治範圍、以及賦予警方反貪部更大的權力偵查貪污案件。上任輔政司後，他又於1973年參與把干犯貪污罪行的總警司葛柏由英國引渡回港受審，並著手協助麥理浩籌組總督特派廉政專員公署（即廉政公署），主持肅貪倡廉的工作。翌年，他進一步協助廉政公署設立貪污問題諮詢委員會、審查貪污舉報委員會、防止貪污委員會和社區關係市民諮詢委員會四個委員會，扶助廉政公署的執法工作。
1977年至1978年，香港爆發金禧事件，事件中的金禧中學管理層被指辦學不善和涉嫌斂財，引起師生不滿，舉行罷課和靜坐以示抗議。然而，當時的教育司署被指偏袒校方，而且在1977年5月宣佈「封校」，引起輿論激辯。事後，麥理浩成立金禧中學事件調查委員會，由香港大學校長黃麗松出任主席，委員則包括理工學院助理院長盧景文和執業大律師黃陳善茹，負責對事件展開調查和提出善後方案。調查委員會在1978年7月發表中期報告，建議除了把金禧中學改組為德蘭中學外，另立一所全新的五育中學，供原金禧師生選擇轉到新校任教或就讀。羅弼時一直關注事態發展，並參與了調查委員會的工作；調查委員會發表中期報告後，他獲受命處理金禧事件的善後事宜，當中包括協助籌設全新的五育中學，並物色合適的人選擔任新校校董。
羅弼時還協助麥理浩推動憲制改革，較重要的舉措包括在1976年大幅增加立法局非官守議席，使局內非官守議席數目首次超越官守議席數目。此外，他也關注商貿發展，曾多次率團訪問美國和拉丁美洲等地以推廣貿易和促進交流。在任布政司後期，香港商界開始有聲音關注新界租約在1997年約滿的問題，憂慮港府批出的新界土地契約能否跨越1997年，以及港府涉及新界的土地契約在1997年以後仍否生效。不過，當時前途問題尚未正式浮面，而羅弼時在1978年的時候則認為新界與割讓得來的香港島和九龍已連成一體，因此不應擔心新界地區獨自在1997年交還中國，但他未有正面回應新界會否與港九地區在1997年一併移交中國。
與港督麥理浩一樣，羅弼時在任內顯現親民作風，他除了曾經參與公益金百萬行和走畢全程以外，也曾參與到海灘執拾垃圾的活動，以響應麥理浩推出的清潔香港運動。在1975年，他進一步獲英廷頒授KBE勳銜，成為爵士，以肯定他擔任公職多年來的表現；其後他在1978年當選林肯律師學院榮譽理事。。1979年，羅弼時獲麥理浩委任空降最高法院任首席按察司，成位首位出任首席按察司的香港布政司，也是香港歷史上唯一一位分別擔任過香港律政司、布政司和首席按察司的人士。然而，羅弼時曾任律政司，其布政司的身份又屬於直屬港督的副手，因此有輿論批評由他擔任首席按察司，有損害行政、立法、司法三權分立之虞。

#### 首席按察司
鑑於香港人口急增，再加上法庭處理的案件數量不斷上升，羅弼時在首席按察司任內除了大幅增加各級法院的法官編制，還在1981年為最高法院上訴庭增設第三庭，而觀塘法院、沙田法院和灣仔法院等新法院也紛紛在他任內啟用。另外，位於中環、早自1912年啟用的香港最高法院大樓，也於1978年因地下鐵路興建工程被迫關閉，最高法院臨時遷往附近的維多利亞地方法院繼續辦工。期間，羅弼時主持金鐘的香港最高法院新大樓興建計劃，該座樓高22層、耗資1億9,100萬港元的新大樓在1984年落成啟用，規模比原來的最高法院大樓宏大得多，有效提昇最高法院的辦案效率。

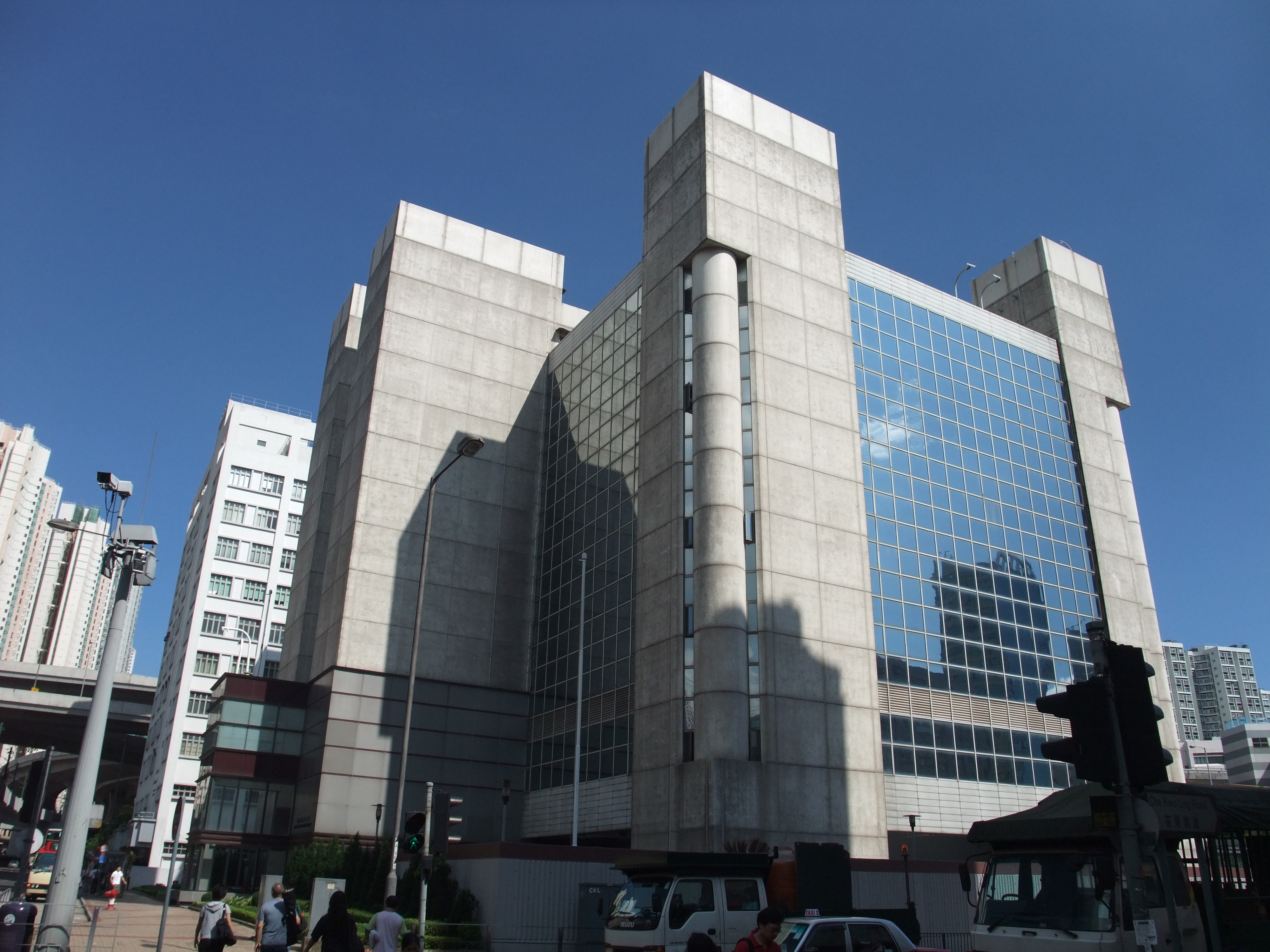
觀塘法院在1984年由羅弼時爵士主持啟用典禮

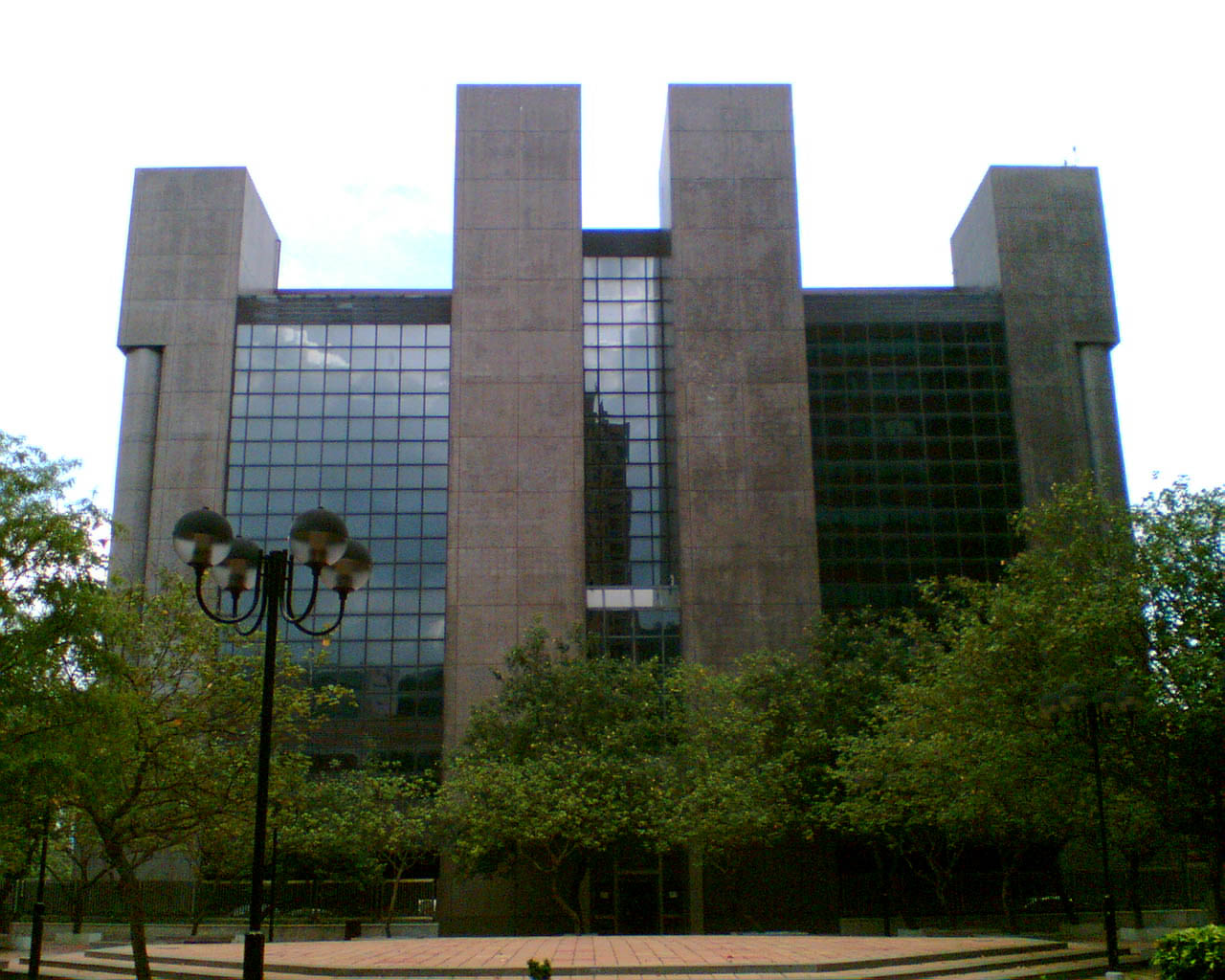
沙田法院在1987年由羅弼時爵士主持啟用典禮

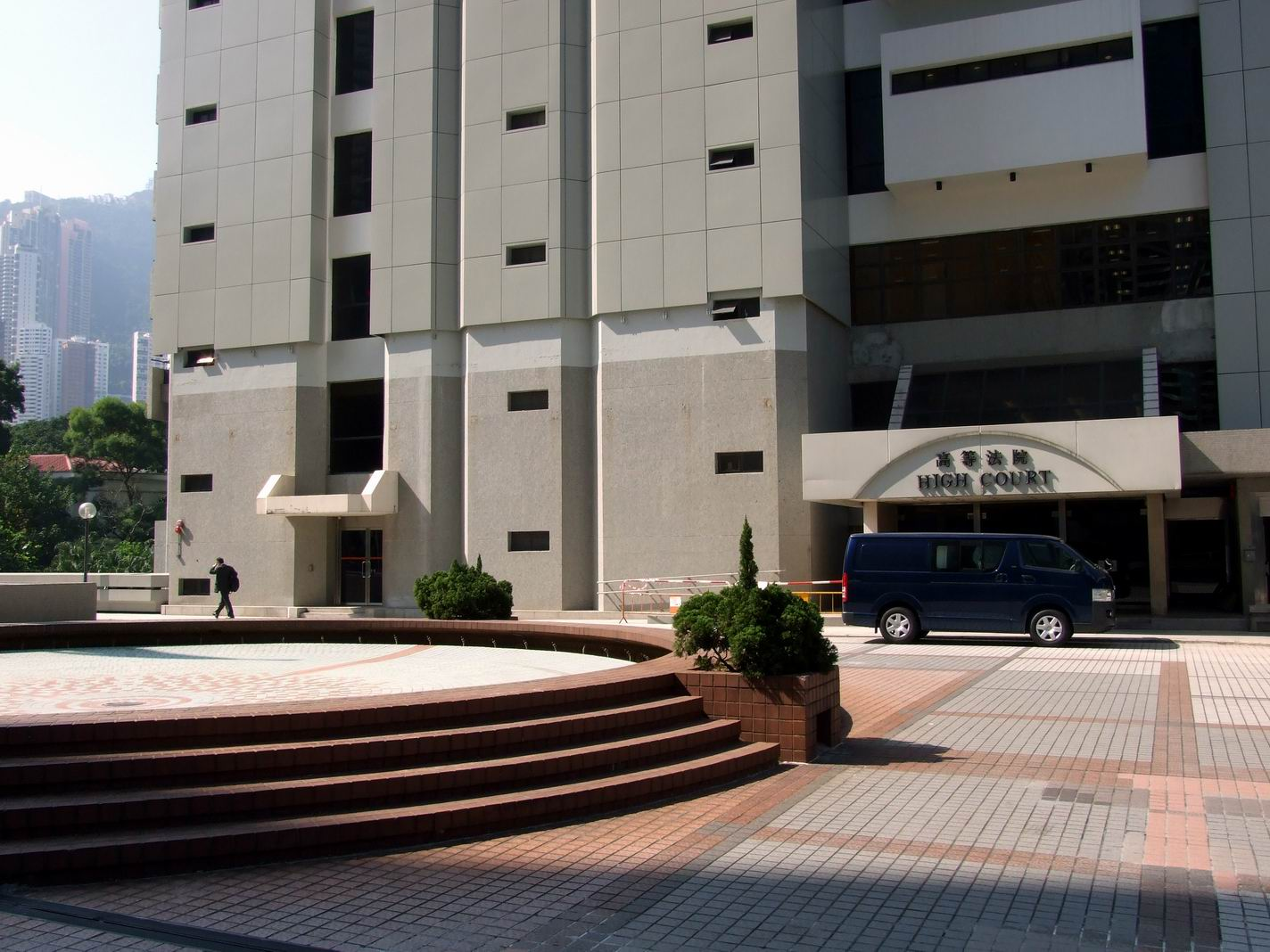
羅弼時爵士在首席按察司任內見證香港最高法院新大樓在1984年啟用，大樓在1997年後改稱高等法院

踏入1980年代，中英展開香港前途談判，並於1984年12月簽訂《中英聯合聲明》，確認香港主權在1997年7月1日移交中國。在前途談判前後，羅弼時兩度應邀出訪中國大陸，是中華人民共和國在1949年成立以來首位到訪的香港首席按察司。1983年10月，他應中國國際貿易促進會的邀請第一次訪華，先後訪問北京、上海和廣州；到1985年10月，他獲中國最高人民法院副院長任建新邀請第二度訪華，並與按察司李福善、楊鐵樑（後為爵士）、賈施雅和廖子明等組成代表團出訪北京和西安。兩次的訪華行程，都有助香港司法部了解中港兩地法制的差異，但羅弼時向外重申訪華行程沒有討論《香港基本法》的草擬。
隨著香港步入主權移交前的「過渡期」，羅弼時還提倡香港應該在1997年以前設立終審法院，取代原有上訴案件交付樞密院司法委員會終審的安排，以便終審法院在主權移交以前已經運作暢順，然後順利過渡。他構思的終審法院建議由最少三名常任法官組成，並可輔以一些由海外法官組成的非常任法官。他指出，1997年以後如果因為國籍限制而任命出「三流法官」，將危及公眾對司法制度的信心，因此有必要委任海外法官。雖然羅弼時提倡的終審法院要到主權移交後的1997年7月1日才正式成立，但終審法院由最少三名常任法官組成、以及非常任法官當中應當包括海外法官等構思，均得以在新的終審法院中實踐。另外，羅弼時在「過渡期」內還鼓勵香港仲裁業務的發展，促成香港國際仲裁中心在1985年成立。
羅弼時在擔任首席按察司期間仍不減親民作風，經常參與公開活動，又曾到上海街垃圾黑點清掃街道。在1982年至1988年，他當選香港童軍總會會長，任內積極支持和參與童軍活動，1986年更榮獲童軍金龍勳章。羅弼時親民的作風與其前任貝理士爵士構成強烈對比，貝理士除了作風低調以外，還自1974年起取消法律界傳統上一年一度舉行的巡迴裁判典禮。羅弼時繼任後，認為有必要加深公眾對法律界的認識，並要維持法律界的傳統，上任後即恢復舉行巡迴裁判典禮，並把儀式修訂改名為法律年度開幕儀式，一些例如閱兵和法官巡禮等沿襲自英國的傳統均得以保留，延續至今。
可是，羅弼時任內急促擴充司法界規模，衍生出法官質素參差問題，也為外界詬病。他在任後期爆出多宗涉及最高法院按察司的醜聞，更引起輿論關注。1987年，高等法院按察司李栢儉被揭發向一本名人錄虛報出生年份、在皇家海軍的服役年份和除役軍階，結果以健康理由在同年7月辭職。事實上，李栢儉在1981年獲提名出任高院按察司的時候，司法人員推薦委員會個別委員曾對有關提名提出保留，但提名最後在身兼委員會主席的羅弼時堅持下獲得批准。
繼李栢儉事件後，最高法院又爆出另一宗涉及佳寧案的司法醜聞。佳寧案源於商人陳松青創辦的佳寧集團在1983年9月被揭發從事詐騙，並欠款超過10億美元。陳松青等六名佳寧集團高層隨後被警方拘捕，被控以串謀詐騙等罪名，案件後來在高院開審，而且在上訴庭按察司柏嘉（Dennis Barker）主動要求下主審。審訊歷時18個月，涉及高昂訟費，但當案件在1987年9月審結時，柏嘉卻突以控方「控罪重複」為理由撤銷控罪，並指示六名被告無須答辯，和引導陪審團作出控罪不成立的裁決，結果六名被告當庭獲釋。有關裁決在當時引起軒然大波，大律師公會前主席烈顯倫更嚴勵批評事件損害香港和香港法制的形象，要求柏嘉辭職。羅弼時在同年11月發出的上訴庭指引中也表示，柏嘉的裁決造成法律上的錯誤，但他拒絕再公開回應事件。事件擾攘多時後，柏嘉在1988年3月主動辭職。
此外，羅弼時身為首席按察司，擁有任命最高法院經歷司的權力，這使他可透過經歷司對司法部的財政和資源分配施加很大的影響力。在這個背景下，他任內解散了負責監控公務員職位增刪的部門編制委員會，使得控制司法部公務員編制的大權落到首席按察司和經歷司身上。他另一方面又以提昇司法獨立為理由，不再於《香港政府職員名册》刊登司法人員名單，被外界指摘他實際上是剝奪公眾知情權。雖然如此，他後來更進一步停止公開關係到司法人員任命、晉升和調任的調派令，而公眾人士也無法像以往一樣輕易得知其他好像是司法人員的年資和薪酬等資料，使司法部的透明度比以往降低不少。
其他對於羅弼時任內司法部的批評和質疑，還包括部份法官傾向同情歐洲人和「白領」階層，一些下級法院法官被指倦勤、才疏學淺和歧視本地人。司法體系內缺乏對課刑的深入和充分研究，導致不少案件的裁決結果都使外界有商榷的餘地。此外，外界也有輿論批評律政司署的檢控官為了希望成為法官而在檢控工作上取悅法庭，而部份法官也因為合約制度傾向在審案時支持政府，尋求增加續約的機會。儘管這些指控大多都沒有真憑實據，但卻在法律界廣泛流傳。面對不少批評，羅弼時在1988年退任時也不諱言表示：「我在1979年接任時，司法部處於健康狀態；但到我在1988年卸任時，我實際上沒有成就任何事——除了把兩個網球場完全重新翻修。」繼任首席按察司楊鐵樑爵士在上任後接受訪問時也直接指出，「法律界差不多所有人也深刻感受到司法部的形象在香港以至是在國際商業社群中受損」。
羅弼時與他的繼任人楊鐵樑的關係也不是太好，羅弼時曾主持一個委員會，議決反對英國以外的海外律師行在香港開展業務。有關決定後來被港府推翻，但身為上訴庭副庭長的楊鐵樑卻全程被蒙在鼓裡，對羅弼時的決定全不知情。在1988年退休前夕，羅弼時接受訪問，相信港府會進一步推動法庭本地化，估計到1997年的時候，司法部將有一半法官由本地人擔任。不過，楊鐵樑後來以嚴辭批評他的說法「不負責任」，指出只要根據聘用條款以及司法獨立的原則，絕大部份的外籍法官均可以在主權移交後留任，與羅弼時的說法有明顯出入。

### 晚年生涯
不包括在1996年至1997年間以暫委形式委出的鮑偉華爵士，羅弼時是香港歷史上最後一位擔任首席按察司的外籍人士。羅弼時在首席按察司任內一任九年，除了在1987年出席一場飲宴期間因輕微腦充血入院留醫以外，身體狀況一直良好。他在1988年3月卸任後，上訴庭副庭長楊鐵樑爵士遂成為殖民地歷史上唯一一位出任首席按察司的華人。
根據慣例，香港首席按察司會兼任汶萊首席按察司一職，因此羅弼時在1979年出任香港首席按察司的同時，也一併兼任汶萊首席按察司，並於1984年獲獲汶萊皇室封為拿督斯里巴杜卡。然而，楊鐵樑在1988年上任香港首席按察司時，卻只獲委任為汶萊上訴庭庭長，汶萊首席按察司一職繼續由羅弼時出任，而香港首席按察司兼任汶萊首席按察司的做法，則在1993年正式廢止。

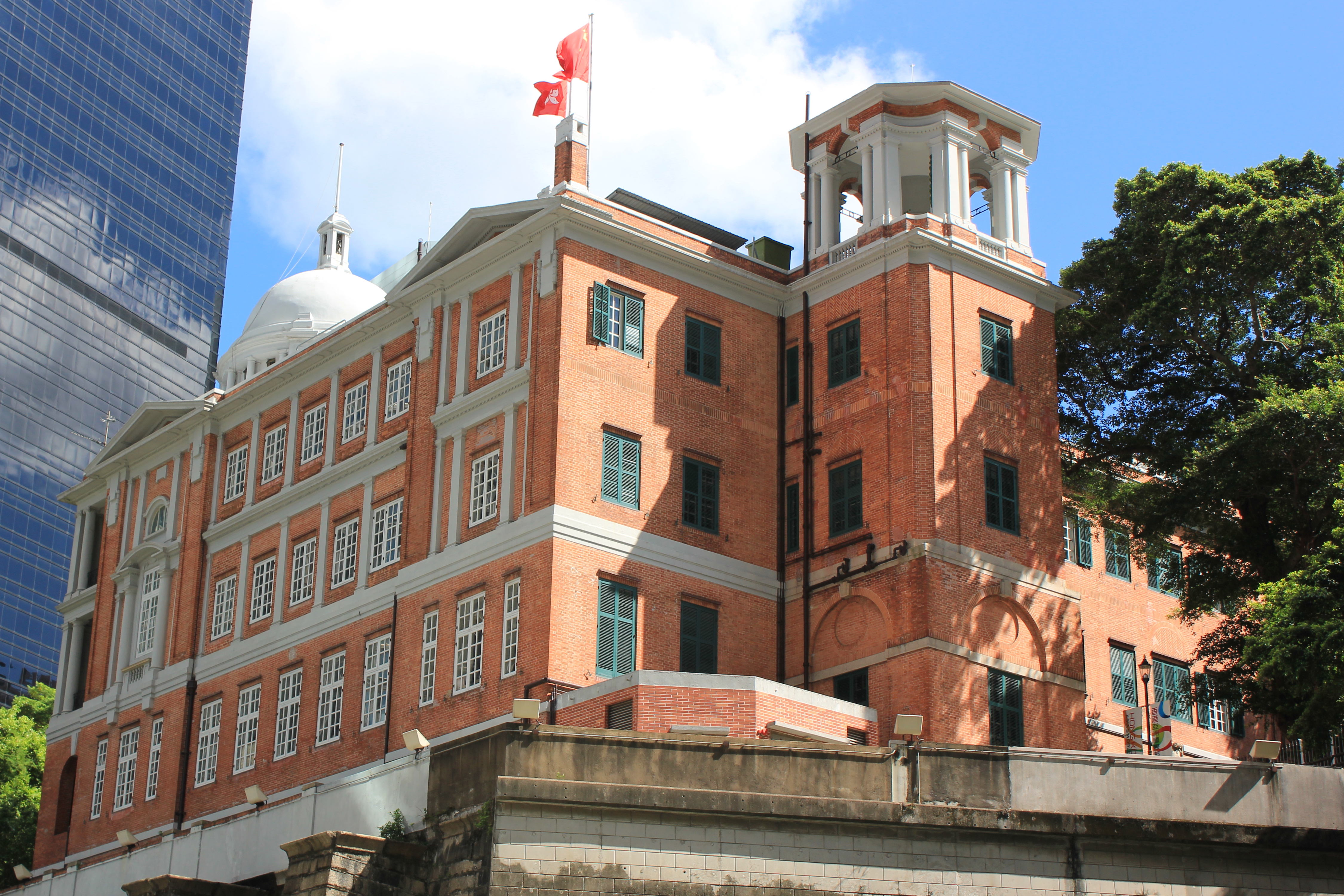
羅弼時爵士在1997年至2003年擔任香港終審法院首批非常任香港法官之一

卸任香港首席按察司後，羅弼時定居英國諾福克郡，但仍然擔任汶萊首席按察司的他，每年有四個月留在汶萊辦公，再加上他在1988年至1994年間兼任百慕達上訴庭庭長，因此也會花三個月留在百慕達，餘下留在英國的時間，則主要從事寫作，題材主要關於他在殖民地工作多年來的生活點滴。2001年卸任汶萊首席按察司後，他再於2002年改任汶萊上訴庭庭長。在汶萊任職期間，他積極推動法律改革，並為當地制定新的法律指引，具一定的影響。
另外，香港特別行政區在1997年成立後，羅弼時成為首批香港終審法院非常任香港法官之一，任內曾於2000年與李國能﹑包致金﹑李義和李啟新勳爵四名法官審理謝偉俊控告鄭經翰和林旭華的誹謗案上訴。終院最後在同年11月裁定鄭經翰和林旭華上訴得值，並頒令謝偉俊要繳付雙方合共1,300萬港元的訟費。羅弼時在2003年卸下香港終院非常任香港法官和汶萊上訴庭庭長的職務，正式從司法界引退。在香港終院供職期間，他曾讚揚香港在主權移交後維持司法獨立，又認為當時外界有關行政長官董建華和政務司司長陳方安生的不和傳聞不足為奇，指出自己當年也與麥理浩勳爵常有意見不合的時候，沒有分歧才更令人奇怪，惟陳方安生未幾於2001年宣佈辭職。
晚年的羅弼時繼續以寫作為樂，於2006年發表新書Another Disaster（《又一場災難》）。2013年5月20日，他因為腎病在諾福克郡家中逝世，終年90歲，家屬在同年5月28日在當地聖瑪麗教堂為他舉行葬禮。羅弼時身後，香港行政長官梁振英、終審法院署理首席法官陳兆愷、以及汶萊司法界和法律界均對其逝世致以軫悼；羅弼時的家屬也引述他生前指出，在香港擔任公職的26年是他的「黃金歲月」，感覺香港為他付出很多。

## 人物描寫
羅弼時在1966年至1988年間先後擔任香港律政司、輔政司（及布政司）和首席按察司，是香港歷史上唯一一位分別擔任過香港政府行政、立法和司法高位的人士；此外，他是唯一一位由香港律政司調任輔政司（及布政司）的人士，情況十分罕見。在擔任律政司和輔政司（及布政司）期間，他還自1966年9月至1978年8月兼任行政立法兩局當然官守議員，在兩局連續供職12年，算是供職時間較長的當然官守議員。
羅弼時在律政司和輔政司（及布政司）任內與兩任港督戴麟趾爵士和麥理浩爵士的關係良好。他在律政司任內推動多項重要的立法工作，當中包括在六七暴動後參與立法改善勞工待遇，以及在1971年促成立法局通過《防止賄賂條例》。在輔政司（及布政司）任內，他更成為了麥理浩的副手，協助麥理浩推動多項重要政策，較突出的例子包括總督特派廉政專員公署的成立和金禧事件的善後工作等等。
除在1996年至1997年以暫委形式獲得委任的鮑偉華爵士，羅弼時是香港歷史上最後一位擔任首席按察司的外籍人士，並且是中華人民共和國立國以來首位訪華的首席按察司。在任內，他積極擴充司法機構及其服務的規模，而他有關在香港設立終審法院的構想，也對後來香港終審法院的成立起一定影響。然而，他在任後期對工作的興趣減退，再加上爆出多宗涉及按察司的醜聞，以及與繼任首席按察司楊鐵樑爵士傳出不和，均為他的司法生涯蒙上污點。
羅弼時有一雙很有個性的眉毛，相貌雖然嚴肅，但事實上很平易近人，也有「笑面虎」的外號，法律界的御用大律師清洪、以及關祖堯爵士和簡悅強爵士等行政立法兩局議員都是他在香港結識的好友。他的另一好友、殷商鄧肇堅爵士甚至曾捐出百萬港元在元朗建成羅弼時爵士壁球場，以示對其好友的敬意。羅弼時也是一位退而不休的法官，1988年退任香港首席按察司一職以後，仍然繼續在各地擔任不同的司法公職，到2003年才以80歲高齡退休。他到晚年仍堅持寫作，儘管後來患病，但思路依然清晰，直到去世。

## 個人生活
羅弼時爵士在1949年娶布蘭達·馬什（Brenda Marsh）為妻，兩人育有一子一女，但這段婚姻在1973年以離婚告終。1985年2月，羅弼時再娶年輕約30年的安娜·費安娜·多勒·亞歷山大（Anna Fiona Dollar Alexander）為妻，費安娜任職律政司署檢察官，兩人在一場司法訴訟中認識。兩人的婚禮在汶萊舉行，婚後在1986年誕下一名兒子。御用大律師清洪等法律界人士均為羅弼時與第二任妻子在香港的朋友，而清洪也是兩人兒子的教父。
羅弼時熱衷於木球運動，1948年代表赫福郡參與小型郡際木球錦標賽，後於1989年至1990年出任瑪麗勒本木球會（MCC）主席。羅弼時也是皇家英聯邦學會會員，也熱衷寫作，著有不少與法律和殖民地有關的小品。

## 榮譽

### 殊勳
- 以下列出榮譽全稱及縮寫：^ 
  - 英帝國官佐勳章（O.B.E.）　（1960年新年授勳名單[5]）
  - 御用大律師（Q.C.）　（1960年，直布羅陀[2]）
  - 官守太平紳士（J.P.）　（1963年3月22日[8]）
  - 御用大律師（Q.C.）　（1964年，香港[2]）
  - 英帝國司令勳章（C.B.E.）　（1970年新年授勳名單[19]）
  - 英帝國爵級司令勳章（K.B.E.）　（1975年英女皇壽辰名單[33]）
  - 汶萊第一等王冠勳章（S.P.M.B.）　（1984年，汶萊[2]）

### 榮譽院士
- 牛津大學瓦德漢學院 （1984年[2]）

### 以他命名的事物
- 羅弼時爵士壁球場（Sir Denys Roberts Squash Courts），1979年6月啟用，位於新界元朗屏會街屏輝徑一號，由殷商鄧肇堅爵士捐建，又因羅弼時乃鄧氏好友，遂以之命名。[71]

## 部份著作
- Smuggler's Circuit （1954年）
  - （直譯：《走私犯同盟》）
- Beds and Roses （1956年）
  - （直譯：《床與玫瑰》）
- The Elwood Wager （1958年）
  - （直譯：《艾伍德·華格》）
- The Bones of the Wajingas （1960年）
  - （直譯：《笨蛋的骨頭》）
- How to Dispense with Lawyers （1964年）
  - （直譯：《如何與律師打交道》）
- Doing them Justice （1986年）
  - （直譯：《伸張公義》）
- I'll Do Better Next Time （1995年）
  - （直譯：《下次我會做好些》）
- Yes Sir But （2000年）
  - （直譯：《遵命，不過》）
- Another Disaster （2006年）
  - （直譯：《又一場災難》）

## 注腳
1. 1 2  "ROBERTS, Sir Denys Tudor Emil" (1990), p. 1350.
2. 1 2 3 4 5 6 7 8 9 10 11 12 13 14 15 16 17 18 19 20 21 22 23 24 25  "ROBERTS, Sir Denys (Tudor Emil)" (2013)
3. 1 2 3  〈羅弼時退休前透露，終審庭四年內成立〉（1988年3月4日）
4. 1 2  Roberts (2006), p. 10.
5. 1 2  "Supplement to Issue 41909 （页面存档备份，存于）", London Gazette, 29 December 1959, p. 25.
6. 1 2  Roberts (2006), p. 14.
7. 1 2 3  "Sir Denys Tudor Emil ROBERTS" (retrieved on 25 May 2013)
8. 1 2  Civil and Miscellaneous Lists, Hong Kong Government (1973), p. 86.
9. 1 2  〈調查騷動會議首天，聽眾冷冷清清〉（1966年5月12日）
10. ↑  Roberts (2006), p. 127.
11. 1 2 3  〈老政協：不要做思想奴隸〉（2007年5月6日）
12. ↑  Hong Kong 1967 (1968), p. 338.
13. ↑  Cheung (2009), p. 123.
14. ↑  張家偉（2012年），頁75。
15. 1 2 3  張家偉（2012年），頁127。
16. ↑  〈律政司羅弼時表示青年勞役中心可望阻遏犯罪〉（1972年2月10日）
17. ↑  〈律政司羅弼時妙論承審法官不易鑑定寡婦有無機會再嫁〉（1972年2月11日）
18. ↑  OFFICIAL REPORT OF PROCEEDINGS (29 March 1972), p. 627.
19. 1 2  "Supplement to Issue 44999 （页面存档备份，存于）", London Gazette, 30 December 1969, p. 19.
20. 1 2  〈貝理士任按察司，羅弼時任輔政司〉（1973年3月28日）
21. ↑  "Sir Alan Huggins" (11 January 2010)
22. ↑  〈律政司羅弼時認為，對付貪污必須實施強硬法例〉（1969年1月22日）
23. 1 2  OFFICIAL REPORT OF PROCEEDINGS (12 May 1971), p. 618.
24. 1 2  〈羅弼時昨公開透露，倘有人提供貪污確証，可能將葛柏引渡回港〉（1973年3月28日）
25. ↑  〈羅弼時建議組織四個新委員會輔助處理貪污事件〉（1974年1月31日）
26. 1 2 3 4  鄧惠鈞（1982年）
27. ↑  〈金禧事件集會，港英被迫讓步〉（2011年1月29日）
28. 1 2 3  〈金禧事件後，羅弼時親自處理〉（1978年7月15日）
29. ↑  〈羅弼時爵士將率貿易團，首訪拉丁美洲，擴雙邊貿易〉（1978年5月22日）
30. 1 2  〈羅弼時在美講新界租期〉（1978年3月19日）
31. ↑  〈三萬熱心發出光芒，港島晨曦善士舉步〉（1975年12月8日）
32. ↑  〈羅弼時爵士西貢執垃圾〉（1978年4月24日）
33. 1 2  "Supplement to Issue 46593 （页面存档备份，存于）, London Gazette, 6 June 1975, p. 18.
34. 1 2 3 4 5  〈前首席按察司羅弼時病逝〉（2013年5月21日）
35. ↑  Halliday, Karpik and Feeley (2007), p. 129.
36. ↑  Cheung (10 April 2001), p. 23.
37. ↑  〈首席按察司羅弼時爵士表示，增委特聘裁判司可用廣東話審案〉（1982年1月5日）
38. ↑  〈首席按察司羅弼時透露，新裁判署陸續落成〉（1984年10月16日）
39. 1 2 3 4 5 6 7  "City's last non-Chinese chief judge dies in UK" (21 May 2013)
40. ↑  〈地方法院設陪審團處理較為嚴重案件〉（1987年2月24日）
41. ↑  〈沙田新建法院大廈，羅弼時主持開幕禮〉（1987年3月10日）
42. 1 2  〈羅弼時主持新高院平頂禮稱，刑事罪案日增〉（1983年6月1日）
43. 1 2 3  〈首席按察司羅弼時認為，本港設終審庭並無技術困難〉（1985年1月1日）
44. ↑  〈羅弼時應邀訪平考察中共「司法」〉（1983年10月19日）
45. 1 2 3  〈羅弼時偕四位按察司北訪談中港司法制度〉（1985年10月21日）
46. ↑  〈首席按察司羅弼時認為，在港增設終審庭必須九七前運作〉（1984年10月22日）
47. ↑  〈保留相當數目海外法官才能維持法制不變信心〉（1986年1月14日）
48. ↑  Hong Kong court of Final Appeal Ordinance (Cap. 484) (retrieved on 25 May 2013)
49. ↑  〈按察司羅弼時爵士表示，國際仲裁中心判決將不會有上訴機會〉（1984年11月25日）
50. 1 2  〈羅弼時爵士明年初退休，下一任按察司或由華人出任〉（1987年5月17日）
51. ↑  〈羅弼時爵士當選港童軍總會會長〉（1982年6月27日）
52. ↑  〈全港童軍廿六會操，三十九人獲授獎章〉（1986年4月19日）
53. 1 2 3  清洪（2005年2月23日）
54. 1 2  〈羅弼時爵士抨擊拖延審訊案件有礙司法公正〉（1980年1月8日）
55. 1 2 3 4 5 6 7 8 9 10 11 12 13 14 15  Lau (20 April 1989), pp. 23-24.
56. ↑  〈首席按察司羅弼時爵士指出，佳寧案裁決錯誤〉（1987年11月20日）
57. 1 2 3 4 5  Halliday, Karpik and Feeley (2007), p. 130.
58. 1 2 3 4 5 6  Lau (6 October 1988), pp. 25-26.
59. ↑  〈飲宴期間突然嘔吐，羅弼時仍留醫情況現已穩定〉（1987年11月25日）
60. 1 2  "Condolences expressed on the demise of Brunei's former Chief Justice" (23 May 2013)
61. 1 2  〈誹謗謝偉俊堂費七百萬，鄭經瀚林旭華求終審翻案〉（2000年10月25日）
62. ↑  〈謝偉俊「名嘴官司」輸千三萬〉（2001年1月18日）
63. ↑  〈回歸後法治司法「比任何時候都強」，羅弼時肯定港司法獨立〉（2000年11月9日）
64. ↑  〈指董陳不和不足為奇〉（2000年11月9日）
65. ↑  "Ex-chief justice dies" (21 May 2013)
66. ↑  "Roberts, Sir Denys" (20 May 2013)
67. ↑  〈行政長官哀悼羅弼時爵士逝世〉（2013年5月22日）
68. ↑  〈署理終審法院首席法官聲明〉（2013年5月22日）
69. 1 2  Roberts (2006)
70. ↑  〈羅弼時將來港在終院審案〉（2000年10月12日）
71. 1 2  〈元朗耗百萬建成壁球場以羅弼時爵士命名〉（1979年5月27日）
72. 1 2  〈首席按察司羅弼時爵士兩週後赴汶萊舉行婚禮〉（1985年1月25日）

### 英文資料
- Hong Kong 1967, Hong Kong: Hong Kong Government Press, 1968.
- OFFICIAL REPORT OF PROCEEDINGS （页面存档备份，存于）. Hong Kong: Legislative Council, 12 May 1971.
- OFFICIAL REPORT OF PROCEEDINGS （页面存档备份，存于）. Hong Kong: Legislative Council, 29 March 1972.
- Civil and Miscellaneous Lists, Hong Kong Government. Hong Kong: Government Printer, 1973.
- Lau, Emily, "Under a dark cloud: the territory's legal system leaves a lot to be desired", Far Eastern Economic Review:142-40, 6 October 1988, pp. 25–26.
- Lau, Emily, "Scandals dog the colony's judiciary: The wobbly bench", Far Eastern Economic Review:144-16, 20 April 1989, pp. 23–24.
- "ROBERTS, Sir Denys Tudor Emil", The International Who's Who: 1990-91. Europa Publications Limited, 1990.
- Cheung, Wai-lam, The Process of Appointment of Judges in Hong Kong since 1976 （页面存档备份，存于）. Hong Kong: The Legislative Council Research Division, 10 April 2001.
- Roberts, Sir Denys, Another disaster: Hong Kong Sketches. London: The Radcliffe Press, 2006. ISBN 978-1-42941-490-6
- Halliday, Terence C., Karpik, Lucien, and, Feeley, Malcolm M., Fighting for Political Freedom: Comparative Studies of the Legal Complex and Political Liberalism （页面存档备份，存于）. Oxford: Hart, 2007. ISBN 978-1-84113-767-4
- Cheung, Gary Ka-Wai, Hong Kong's Watershed: The 1967 Riots （页面存档备份，存于）. Hong Kong: Hong Kong University Press, 2009. ISBN 978-9-88805-236-3
- "Sir Alan Huggins", The Times, 11 January 2010.
- "ROBERTS, Sir Denys (Tudor Emil)", Who's Who. London: A & C Black, 2013.
- "Roberts, Sir Denys （页面存档备份，存于）", Telegraph Announcements, 20 May 2013.
- "City's last non-Chinese chief judge dies in UK", The South China Morning Post, 21 May 2013.
- "Ex-chief justice dies", The Standard, 21 May 2013.
- "Condolences expressed on the demise of Brunei's former Chief Justice", The Brunei Times, 23 May 2013.
- "Sir Denys Tudor Emil ROBERTS （页面存档备份，存于）", Database on LegCo Members. Hong Kong: Legislative Council, retrieved on 25 May 2013.
- Hong Kong court of Final Appeal Ordinance (Cap. 484) （页面存档备份，存于）, retrieved on 25 May 2013.

### 中文資料
- 〈調查騷動會議首天，聽眾冷冷清清〉，《工商日報》第四頁，1966年5月12日。
- 〈律政司羅弼時認為，對付貪污必須實施強硬法例〉，《工商日報》第五頁，1969年1月22日。
- 〈律政司羅弼時表示青年勞役中心可望阻遏犯罪〉，《工商日報》第十頁，1972年2月10日。
- 〈律政司羅弼時妙論承審法官不易鑑定寡婦有無機會再嫁〉，《工商日報》第十一頁，1972年2月11日。
- 〈貝理士任按察司，羅弼時任輔政司〉，《工商日報》第十一頁，1973年3月28日。
- 〈羅弼時昨公開透露，倘有人提供貪污確証，可能將葛柏引渡回港〉，《工商日報》第十一頁，1973年3月28日。
- 〈羅弼時建議組織四個新委員會輔助處理貪污事件〉，《工商日報》第八頁，1974年1月31日。
- 〈三萬熱心發出光芒，港島晨曦善士舉步〉，《工商日報》第六頁，1975年12月8日。
- 〈羅弼時在美講新界租期〉，《工商日報》第八頁，1978年3月19日。
- 〈羅弼時爵士西貢執垃圾〉，《工商日報》第七頁，1978年4月24日。
- 〈羅弼時爵士將率貿易團，首訪拉丁美洲，擴雙邊貿易〉，《工商日報》第六頁，1978年5月22日。
- 〈金禧事件後，羅弼時親自處理〉，《工商日報》第八頁，1978年7月15日。
- 〈元朗耗百萬建成壁球場以羅弼時爵士命名〉，《華僑日報》第三張第四頁，1979年5月27日。
- 〈羅弼時爵士抨擊拖延審訊案件有礙司法公正〉，《工商日報》第七頁，1980年1月8日。
- 鄧惠鈞監製，《麥理浩十年》。香港：電視廣播有限公司，1982年。
- 〈首席按察司羅弼時爵士表示，增委特聘裁判司可用廣東話審案〉，《工商日報》第七頁，1982年1月5日。
- 〈羅弼時爵士當選港童軍總會會長〉，《工商日報》第六頁，1982年6月27日。
- 〈羅弼時主持新高院平頂禮稱，刑事罪案日增〉，《工商日報》第七頁，1983年6月1日。
- 〈羅弼時應邀訪平考察中共「司法」〉，《工商日報》第七頁，1983年10月19日。
- 〈首席按察司羅弼時透露，新裁判署陸續落成〉，《工商日報》第六頁，1984年10月16日。
- 〈首席按察司羅弼時認為，在港增設終審庭必須九七前運作〉，《工商日報》第一頁，1984年10月22日。
- 〈按察司羅弼時爵士表示，國際仲裁中心判決將不會有上訴機會〉，《工商日報》第一頁，1984年11月25日。
- 〈首席按察司羅弼時爵士兩週後赴汶萊舉行婚禮〉，《華僑日報》第二張第一頁，1985年1月25日。
- 〈羅弼時偕四位按察司北訪談中港司法制度〉，《華僑日報》第一張第一頁，1985年10月21日。
- 〈首席按察司羅弼時認為，本港設終審庭並無技術困難〉，《華僑日報》第二張第一頁，1985年1月1日。
- 〈保留相當數目海外法官才能維持法制不變信心〉，《華僑日報》第三張第一頁，1986年1月14日。
- 〈全港童軍廿六會操，三十九人獲授獎章〉，《華僑日報》第三張第二頁，1986年4月19日。
- 〈地方法院設陪審團處理較為嚴重案件〉，《華僑日報》第二張第一頁，1987年2月24日。
- 〈沙田新建法院大廈，羅弼時主持開幕禮〉，《華僑日報》第二張第一頁，1987年3月10日。
- 〈羅弼時爵士明年初退休，下一任按察司或由華人出任〉，《華僑日報》第二張第一頁，1987年5月17日。
- 〈首席按察司羅弼時爵士指出，佳寧案裁決錯誤〉，《華僑日報》第二張第二頁，1987年11月20日。
- 〈飲宴期間突然嘔吐，羅弼時仍留醫情況現已穩定〉，《華僑日報》第二張第二頁，1987年11月25日。
- 〈羅弼時退休前透露，終審庭四年內成立〉，《華僑日報》第二張第二頁，1988年3月4日。
- 〈羅弼時將來港在終院審案〉，《成報》B07，2000年10月12日。
- 〈誹謗謝偉俊堂費七百萬，鄭經瀚林旭華求終審翻案〉，《星島日報》A15，2000年10月25日。
- 〈回歸後法治司法「比任何時候都強」，羅弼時肯定港司法獨立〉，《明報》A07，2000年11月9日。
- 〈指董陳不和不足為奇〉，《明報》A07，2000年11月9日。
- 〈謝偉俊「名嘴官司」輸千三萬 Archive.today的存檔，存档日期2013-06-30〉，《星島日報》，2001年1月18日。
- 清洪著，〈不發霉的長假髮〉，《東周刊》A148，2005年2月23日。
- 〈老政協：不要做思想奴隸 （页面存档备份，存于）〉，《蘋果日報》，2007年5月6日。
- 〈金禧事件集會，港英被迫讓步〉，《明報》，2011年1月29日。
- 張家偉著，《六七暴動：香港戰後歷史的分水嶺》。香港：香港大學出版社，2012年。ISBN 978-9-88808-396-1
- 〈前首席按察司羅弼時病逝 （页面存档备份，存于）〉，《蘋果日報》，2013年5月21日。
- 〈行政長官哀悼羅弼時爵士逝世 （页面存档备份，存于）〉，《新聞公報》。香港：政府新聞處，2013年5月22日。
- 〈署理終審法院首席法官聲明 （页面存档备份，存于）〉，《新聞公報》。香港：政府新聞處，2013年5月22日。

## 延伸閱讀
- 清洪著，《護法——金牙大狀回首昨天》。香港：天地圖書，2008年。ISBN 9789882119277

## 外部連結
- 立法局惜別辭 （页面存档备份，存于），1978年8月16日（英文）
- 香港自1976年起任命法官的程序 （页面存档备份，存于），立法會秘書處，2001年4月10日
- 行政長官哀悼羅弼時爵士逝世 （页面存档备份，存于），2013年5月22日。
- 署理終審法院首席法官聲明 （页面存档备份，存于），2013年5月22日。

| 政府职务            | 政府职务                              | 政府职务            |
| ------------------- | ------------------------------------- | ------------------- |
| 前任： 許楠         | 香港律政司 1966年－1973年             | 繼任： 何伯勵       |
| 前任： 羅樂民爵士   | 香港輔政司 1973年－1976年             | 繼任： 布政司       |
| 前任： 輔政司       | 香港布政司 1976年－1978年             | 繼任： 姬達爵士     |
| 司法职务            |                                       |                     |
| 前任者： 貝理士爵士 | 香港首席按察司 1979年－1988年         | 繼任者： 楊鐵樑爵士 |
| 前任者： 貝理士爵士 | 汶萊首席按察司 1979年－2001年         | 繼任者： 沙義德     |
| 前任者： 赫健士爵士 | 汶萊最高法院上訴庭庭長 2002年－2003年 | 繼任者： 康士爵士   |
| 其他職務            |                                       |                     |
| 前任： 羅仕         | 香港童軍總會會長 1982年–1988年        | 繼任： 楊鐵樑爵士   |